# Ocotea tovarensis
Ocotea tovarensis är en lagerväxtart som beskrevs av Carl Christian Mez. Ocotea tovarensis ingår i släktet Ocotea och familjen lagerväxter. Inga underarter finns listade i Catalogue of Life.